# Amazônia (jogo eletrônico)
Amazônia é o primeiro jogo de computador produzido comercialmente no Brasil em 1983, por Renato Degiovani. A primeira versão, com o nome de "Aventuras na Selva" era vendida em fita cassete, e se destinava a microcomputadores da linha Sinclair ZX81.